# Rezerwat przyrody Bliżyn – Kopalnia Ludwik
Rezerwat przyrody Bliżyn – Kopalnia Ludwik – leśny rezerwat przyrody położony na terenie gminy Bliżyn w powiecie skarżyskim (województwo świętokrzyskie).
Obszar chroniony został utworzony 3 stycznia 2023 r. na podstawie Zarządzenia Regionalnego Dyrektora Ochrony Środowiska w Kielcach z dnia 6 grudnia 2022 r. w sprawie ustanowienia rezerwatu przyrody „Bliżyn – Kopalnia Ludwik” (Dz. Urz. Woj. Św. z 2022 r., poz. 4865).

## Położenie
Rezerwat ma 92,37 ha powierzchni. Obejmuje fragment obrębu ewidencyjnego Kopcie, a jednocześnie leśnictwa Świnia Góra w Nadleśnictwie Suchedniów (w ramach kompleksu Lasów Suchedniowskich. Leży w granicach Suchedniowsko-Oblęgorskiego Parku Krajobrazowego oraz specjalnego obszaru ochrony siedlisk Natura 2000 Lasy Suchedniowskie PLH260010; graniczy bezpośrednio z rezerwatem przyrody Świnia Góra oraz leży w pobliżu rezerwatu przyrody Dalejów.

## Charakterystyka
Celem ochrony w rezerwacie przyrody jest „zachowanie charakterystycznych dla Płaskowyżu Suchedniowskiego, zbliżonych do naturalnych, lasów bukowych oraz borów jodłowych, wraz z gatunkami roślin chronionych, w tym gatunków górskich, występujących na stanowiskach z widocznymi śladami pozyskania rud żelaza”. Typ rezerwatu ze względu na dominujący przedmiot ochrony został określony jako fitocenotyczny, a podtyp – jako zbiorowisk leśnych, natomiast ze względu na główny typ ekosystemu typ określono go jako lasów wyżynnych, a podtyp – jako borów wyżynnych.
Rezerwat położony jest na obszarze płaskiego grzbietu będącego częścią wzniesienia Świńska Góra, obejmuje m.in. obszar źródliskowy potoku Kobylanka (dopływ Kamiennej). Wyróżniono w nim siedliskowe typy lasów: las wyżynny świeży, las wyżynny wilgotny, ols jesionowy wyżynny. Na jego obszarze zlokalizowano wiele chronionych gatunków roślin, w tym buławnik mieczolistny, buławnik wielkokwiatowy, czosnek niedźwiedzi, gnieźnik leśny, liczydło górskie i podrzeń żebrowiec, jak również rzadkie i chronione gatunki owadów, w tym ponurek Schneidera. Na obszarze chronionym obecne są pozostałości prowadzonego w przeszłości pozyskiwania rud żelaza w ramach Staropolskiego Okręgu Przemysłowego (m.in. szyby kopalni).
Rezerwat przeznaczony jest do ochrony czynnej, zakładającej m.in. koszenie łąk. Według stanu na styczeń 2023 nie wyznaczono planu ochrony ani zadań ochronnych.